# 吳國琦
吳國琦（？—17世紀），字公良，號雪崖，安慶府桐城縣人，明朝、南明政治人物。

## 生平
崇禎三年（1630年），吳國琦中式應天鄉試舉人，次年（1631年）聯捷進士，授浙江蘭谿知縣，在任三個月，土人獻上白色香蘭，士大夫寫下《玉蘭詠》刻在石上。次年麥子豐收，士人有作《瑞麥頌》紀念。因剛直遭免官。
改任福建漳州推官，平反當地獄事陞為兵部武庫司主事。
吳國琦學識廣博，精通經術，寫下關於時務的《渡江九策》。弘光時，與朱芾煌、劉若宜、徐天麟、姜一學、周祚新、張印中、吳亮明、潘自得、王健、賀燕徵、黃衷赤、張大賡、張延祚、姚孫棐、金邦柱、黃泰來、黃鍾斗、李長似、張拱端、徐肇森、荊廷實、許士健、劉星耀、陳璧、董念陛在兵部任職，轉任兵部車駕郎中。晚年工詩，有《水香閣集》等傳世。

## 家族
子吳弘安，清順治九年進士。

## 引用
1. ↑  《崇祯四年辛未科三百五十名进士履历》：吴国琦，雪崖，書一房，乙巳八月二十五日生。桐城人，庚午一百一名，会一百四十四，三甲七十六名。通政司政，授蘭谿知县，丙子丁忧，丁丑革职。己卯补漳州府經歷。曾祖自岳。祖汝泰。父绍清，庠生。
2. 1 2  錢海岳《南明史·卷三十一·列傳第七》：國琦，字公良，桐城人。崇禎四年進士。歷蘭谿知縣、漳州推官，平反沈獄八百。
3. ↑  道光《續修桐城縣志·卷十二·人物志》：吳國琦，字公良，崇禎間進士。授浙江蘭谿，蒞任三月土人以白蘭獻，色白如玉，香幽以遠。先是令此城者愛民好士，此蘭始生蘭，士大夫作《玉蘭詠》勒於石；踰年麥瑞告登，有兩岐合潁之瑞，又作《瑞麥頌》以紀之。以戇直免，尋擢漳州司李，政寬刑簡為八閩最，陞兵部主事。
4. ↑  錢海岳《南明史·卷三十一·列傳第七》：（弘光）時兵部先後司官之可紀者，為朱芾煌、吳國琦、劉若宜、徐天麟、姜一學、周祚新、張印中、吳亮明、潘自得、王健、賀燕徵、黃衷赤、張大賡、張延祚、姚孫棐、金邦柱、黃泰來、黃鍾斗、李長似、張拱端、徐肇森、荊廷實、許士健、劉星耀、陳璧、董念陛云。……遷武庫主事，上《渡江九策》，轉車駕郎中。
5. ↑  道光《續修桐城縣志·卷十二·人物志》：國琦博洽能文，湛於經術，時國家多難，中外洶洶，乃著《渡江九策》，每策千餘言皆切中時務。晚年尤精詩律，所著有《水香閣集》等書。子宏安，順治壬辰進士。